# Apholidoptera kurda
Apholidoptera kurda är en insektsart som först beskrevs av Boris Petrovich Uvarov 1916.  Apholidoptera kurda ingår i släktet Apholidoptera och familjen vårtbitare. Inga underarter finns listade i Catalogue of Life.